# Városháza (Brassó)
Az „új” brassói Városháza nagyméretű, eklektikus stílusú épülete a Rezső körúton áll. 1897–1898 között épült mint Magyar királyi pénzügyi palota, városházaként az 1940-es évektől használják, miután a korábbi épület túl kicsinek bizonyult a városvezetés számára.

## Története
Az 1880-as években lebontott északkeleti várfalak helyén 1888-ban létrehozták a Rezső körutat, amely mentén a város új, monumentális középületeit, iskoláit húzták fel, többségüket klasszicista vagy a budapesti épületekre akkoriban jellemző eklektikus stílusban. A Magyar királyi pénzügyi palota (németül Königl. ung. Finanzpalast) 1897–1898 között épült fel a körút északi oldalán, kivitelezője Martin Stenner kőműves cége. Előtte sétatér húzódott, ahol a városi vasútnak is volt egy megállója.
Az épület fél évszázadig szolgált pénzügyi intézményként, majd az 1940-es évek második felében ide költözött a városvezetés (akkori nevén Városi Néptanács). A városi tanács korábban közel fél évezredig a főtéri úgynevezett Tanácsházban székelt, majd 1878-ban egy Kapu utcai, nagyobb épületbe költözött. Az 1930-as években már a Kapu utcai épület is kicsinek bizonyult a hivatal számára; először egy új épületet akartak emelni (ez túl költségesnek bizonyult), majd a Fekete utcai úgynevezett Fekete-kaszárnyát akarták átvenni (ezt a hadügyminisztérium ellenezte). Végül a pénzügyminisztérium átadta a Rezső körúti pénzügyi palotát, a költözésre azonban csak a második világháború után került sor.
Az épületet kismértékben átépítették, hogy megfeleljen az új rendeltetésnek, azonban kinézete nem módosult számottevően. 1994-ben felavatták új dísztermét, 2005–2006-ban pedig belső udvarát üvegtetővel fedték be, egy új helyiséget hozva létre, melyet házasságkötő- és rendezvényteremként használnak.

## Leírása
Eklektikus stílusú, 3740 m2 alapterületű kétszintes, trapéz alaprajzú épület fedett belső udvarral. Főbejárata a Rezső körútról (Bulevardul Eroilor, Rudolfsring) nyílik, mellette márványtáblák emlékeztetnek az 1987-es felkelésre és az 1989-es forradalomra. Oldalsó bejáratok nyílnak az épület nyugati (a Titulescu park felőli) és északi (a Fellegvár-domb felőli) oldalán is. Előtte kis park van, melyben a capitoliumi farkas szobrának másolata áll; ezt a teherautógyári munkások öntötték a 20. század második felében.

## Képek

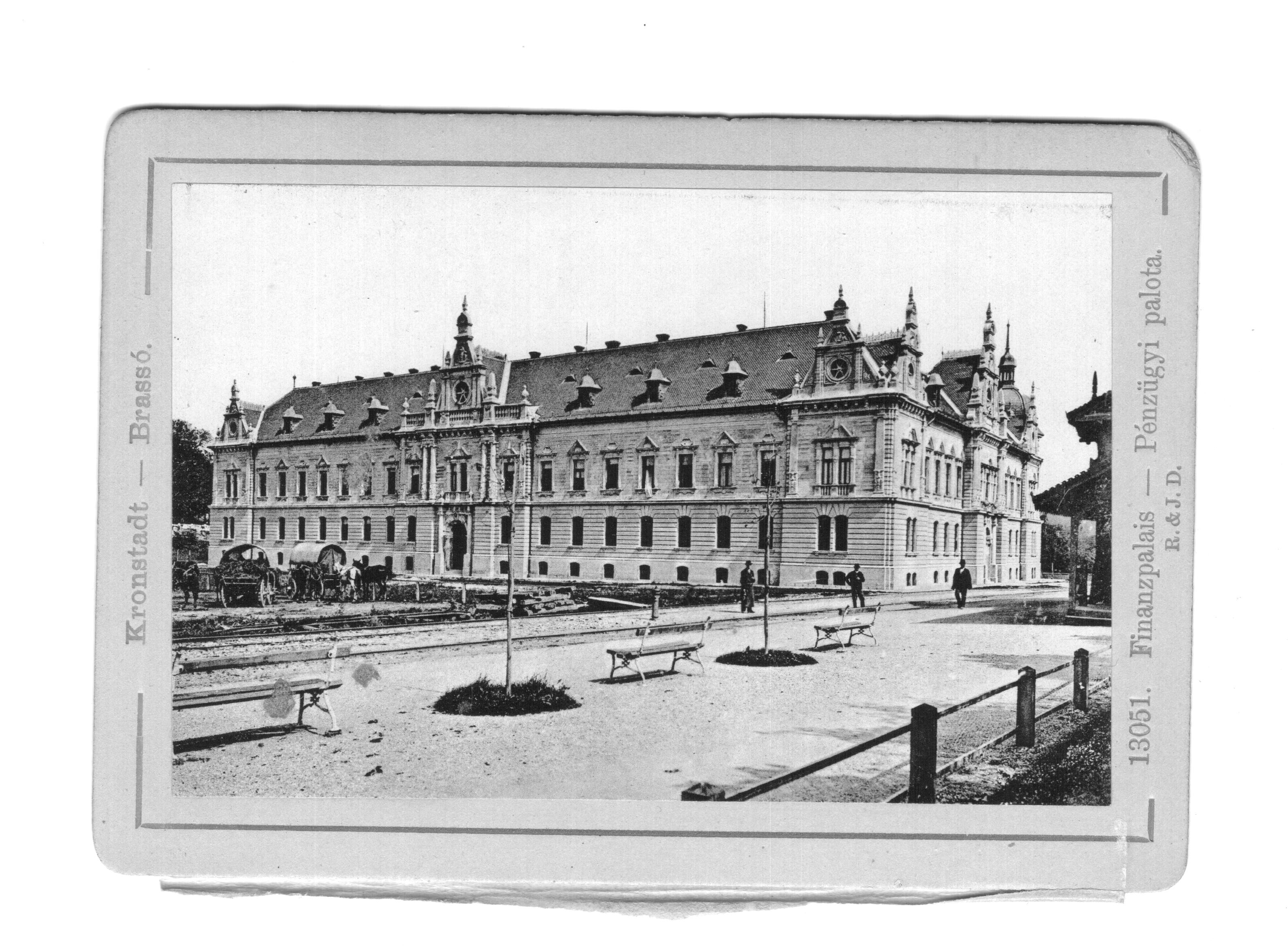
A 20. század elején, előtte sétatér és vasút
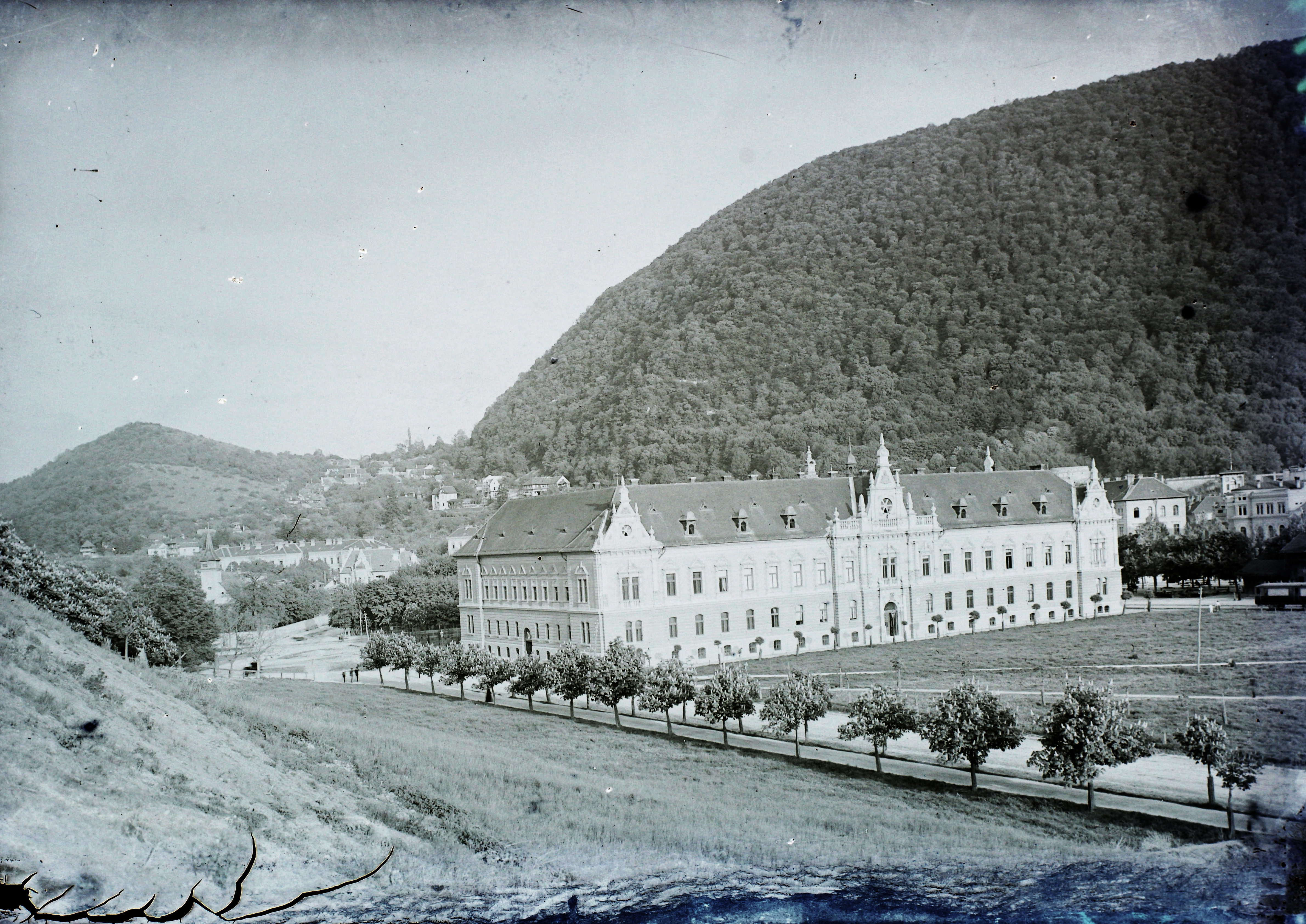
A 20. század elején (nyugati homlokzat)
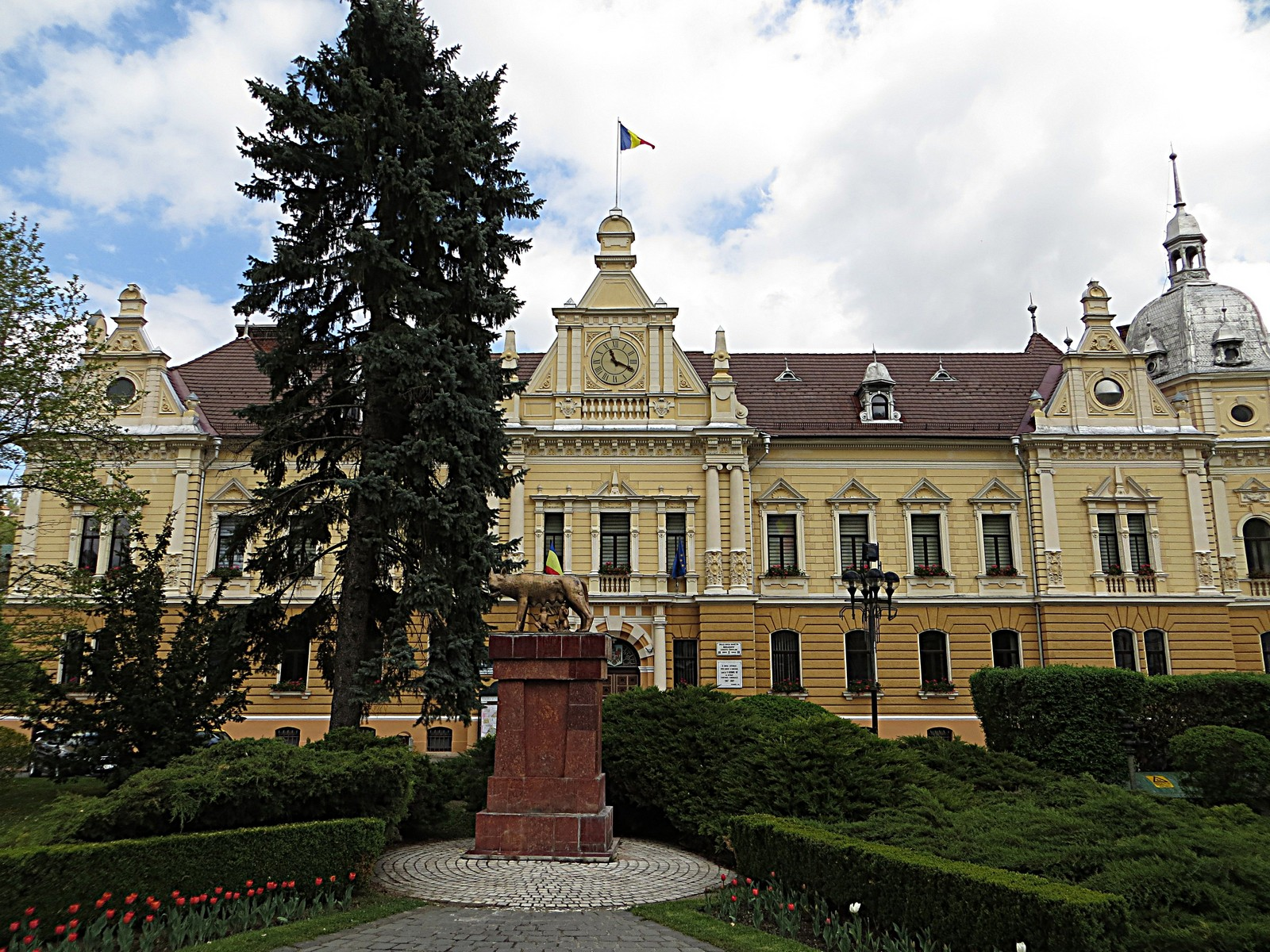
A 21. század elején (déli homlokzat)
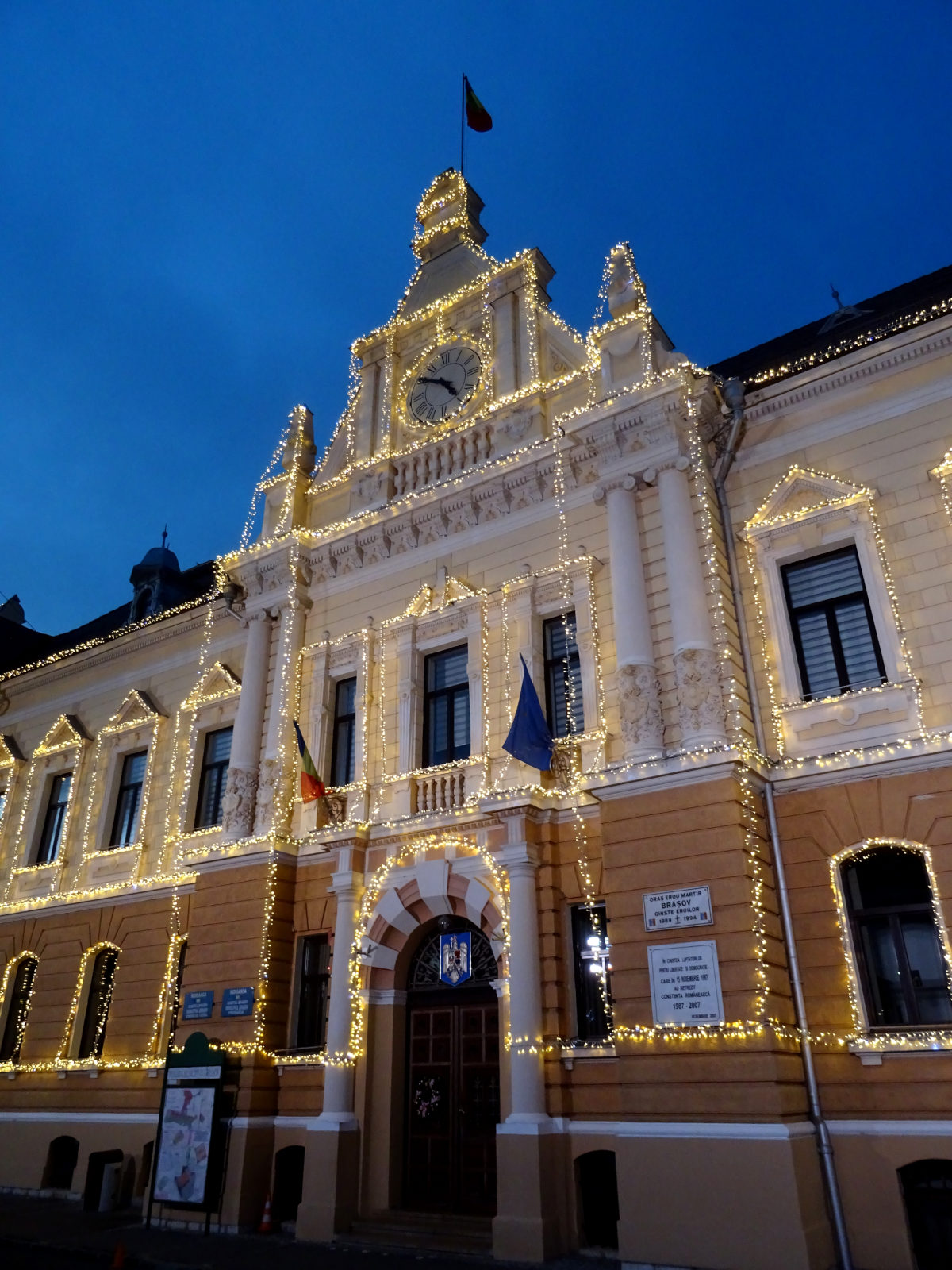
A főbejárat karácsonyi kivilágításban
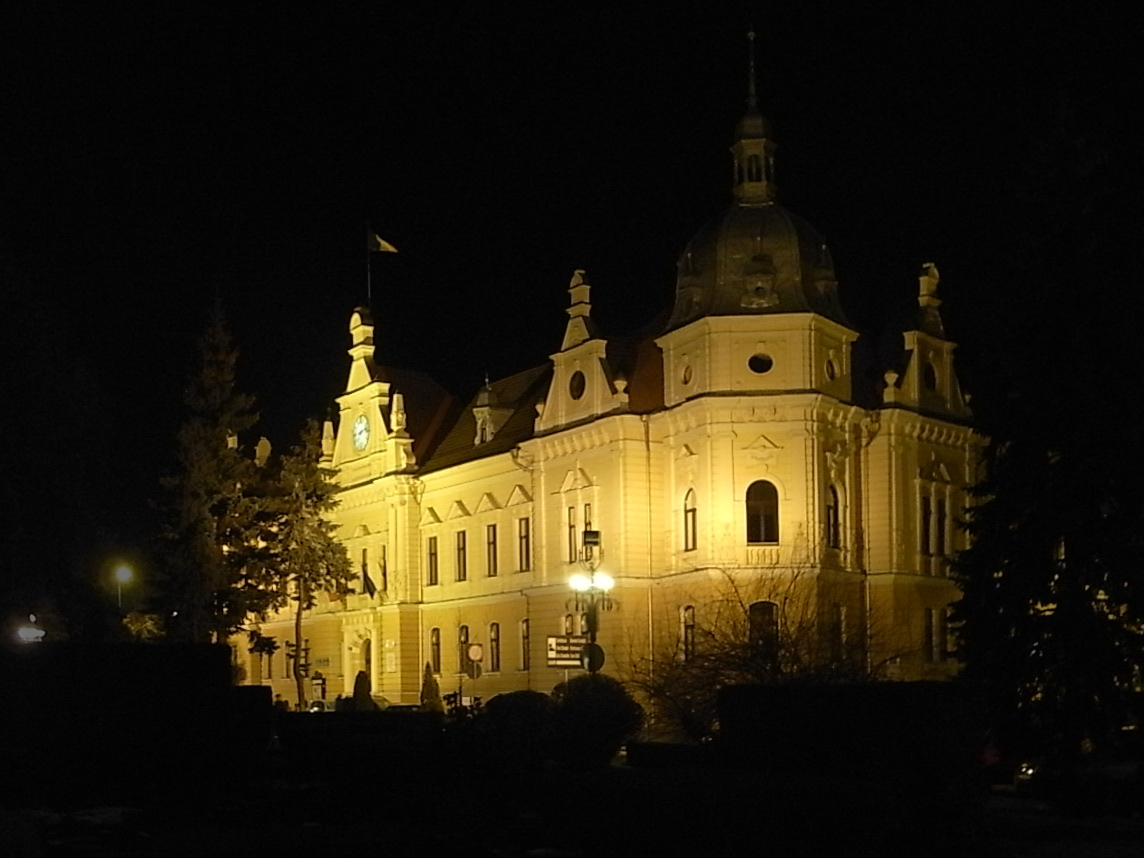
Éjszaka